# سلطان الزعابي
سلطان سعيد راشد الزعابي مواليد 26 أكتوبر 2000، لاعب كرة قدم إماراتي يجيد اللعب في الظهير الأيسر مع نادي خورفكان معار من نادي شباب الأهلي.

## مسيرة اللاعب
بدأ مع نادي كلباء وانتقل إلى نادي شباب الأهلي في عام 2023 و أعير إلى نادي الوحدة ونادي خورفكان.

## روابط خارجية
- سلطان الزعابي على موقع Soccerway.com (الإنجليزية)